# Syndicat mixte Escaut et affluents
 (février 2016).
Si vous disposez d'ouvrages ou d'articles de référence ou si vous connaissez des sites web de qualité traitant du thème abordé ici, merci de compléter l'article en donnant les références utiles à sa vérifiabilité et en les liant à la section « Notes et références ».
Le Syndicat mixte de l'Escaut (ou Syndicat mixte du SAGE de l'Escaut) est un syndicat mixte destiné à porter l'élaboration du SAGE de l'Escaut, créé le 5 mars 2014. Il a été élargi le 1er janvier 2018 pour porter également le SAGE de la Sensée.

## Adhérents
Il regroupe quinze communautés de communes, d'agglomération et Communauté urbaine  réparties sur trois départements :
- la Communauté d'agglomération de Valenciennes Métropole,
- la Communauté d'agglomération de Cambrai,
- la Communauté d'agglomération de la Porte du Hainaut,
- la Communauté d'agglomération Maubeuge Val de Sambre,
- Douaisis Agglo,
- la Communauté d'agglomération du Caudrésis - Catésis,
- la Communauté de communes du Pays solesmois,
- la Communauté de communes du Pays de Mormal,
- la Communauté de communes Cœur d'Ostrevent,
- la Communauté de communes Osartis Marquion,
- la Communauté de communes du Sud Artois,
- la Communauté de communes des Campagnes de l'Artois,
- la Communauté urbaine d'Arras,
- la Communauté de communes Thiérache Sambre et Oise,
- la Communauté de communes du Pays du Vermandois.

## Instances

### Les instances décisionnelles
- Le comité syndical, composé de 48 membres.
- Le bureau du comité syndical composé du Président, des 6 Vice-présidents et du secrétaire.

### Les instances consultatives
- la commission relation avec les Commissions locales de l'eau,
- la commission finances,
- la commission coordination territoriale,
- la commission urbanisme,
- la commission Directive Inondation,
- la commission communication et relation transfrontalière.

## Compétences
Les compétences du Syndicat mixte Escaut et affluents sont :
- le portage de l'élaboration est de la mise en œuvre du SAGE de l'Escaut,
- la coordination des actions sur le bassin versant et conseil auprès des intercommunalités et des communes,
- la maîtrise d'ouvrage pour les travaux d'aménagement et de gestion des eaux relevant de la solidarité de bassin,
- la coopération inter-SAGE,
- la coopération transfrontalière.